# Beckettita
La beckettita és un mineral de la classe dels silicats, que pertany al supergrup de la safirina. Rep el nom en honor de John R. Beckett, cosmoquímic de l'Institut de Tecnologia de Califòrnia.

## Característiques
La beckettita és un element químic de fórmula química Ca₂V₆Al₆O20. Va ser aprovada com a espècie vàlida per l'Associació Mineralògica Internacional l'any 2015. Cristal·litza en el sistema triclínic, i es troba en forma d'agregats de cristalls de 4 a 8 μm. És l'anàleg V3+ de l'addibischoffita i la warkita. Químicament és semblant a la sherwoodita, i força similar a la burnettita, la mukhinita i la kannanita.

## Formació i jaciments
Va ser descoberta al Meteorit Allende, un meteorit trobat a Pueblito de Allende, a l'estat de Chihuahua, Mèxic. Es tracta de l'únic indret de tot el planeta on ha estat descrit aquest mineral.